# Ohioville
Ohioville es un borough ubicado en el condado de Beaver en el estado estadounidense de Pensilvania. En el año 2000 tenía una población de 3.759 habitantes y una densidad poblacional de 62.1 personas por km².

## Geografía
Ohioville se encuentra ubicado en las coordenadas 40°40′46″N 80°28′17″O / 40.67944, -80.47139.

## Demografía
Según la Oficina del Censo en 2000 los ingresos medios por hogar en la localidad eran de $39,962 y los ingresos medios por familia eran $48,995. Los hombres tenían unos ingresos medios de $36,146 frente a los $22,324 para las mujeres. La renta per cápita para la localidad era de $17,837. Alrededor del 5.5% de la población estaba por debajo del umbral de pobreza.